# Духови над Балканом (роман)
Духови над Балканом: Епилог за Балканску трилогију - Сатирска игра је роман Гордане Куић, српске књижевнице објављен 1996. године. Представља везу између Балканске трилогије коју чине Мирис кише на Балкану, Цват липе на Балкану и Смирај дана на Балкану и друге трилогије коју чине  романи Легенда о Луни Леви, Бајка о Бењамину Баруху и Балада о Бохорети, кроз исказе главних јунака и праћењем животне приче нових јунака. Радња је смештена у 15. век, време Инквизиције, време прогона Јевреја из Шпаније, откривања правог индетитета и порекла, дотичући идеју чистоте крви.

## О роману
Мирис кише на Балкану, Цват липе на Балкану, Смирај дана на Балкану, наткрилили су – Духови над Балканом. Трилогија је колико српска толико јеврејска, сефардска и добија свој неочекивани финале: затварајући круг не само балканске епопеје мноштва романсијерских јунака, већ и судбински круг национа прогнаног из Шпаније пре пола миленијума.
Главни јунак Духова над Балканом је Хуан Гарсија де Оливарес, лик који се кроз трилогију помаљао као сенка, сан, игра, несвесно и подсвесно привиђење, да би у романсијерској завршници био кључ за разумевање прошлости и списатељичин алтер его у управљању будућношћу.
Духови над Балканом су једна смешна и тужна уметничка игра, препуна препознатљивих закона садашњости која јесте призвала ваљда све духове своје бремените прошлости, али можда баш тако и зато умогостручила своју одговорност и неизвесност над будућим.